# Massmedium

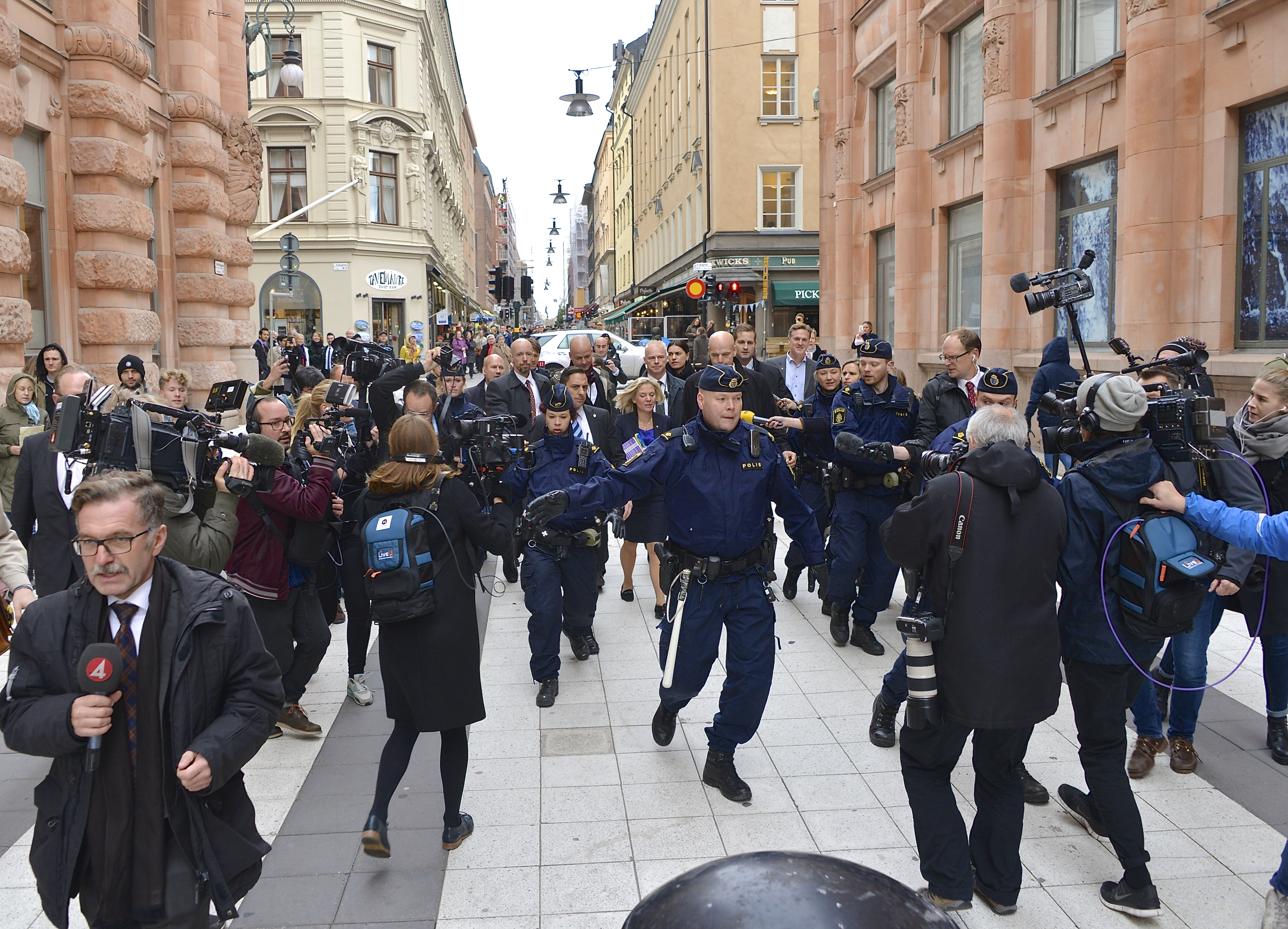
Massmedia bevakar finansminister Magdalena Anderssons budgetpromenad till riksdagen den 23 oktober 2014.

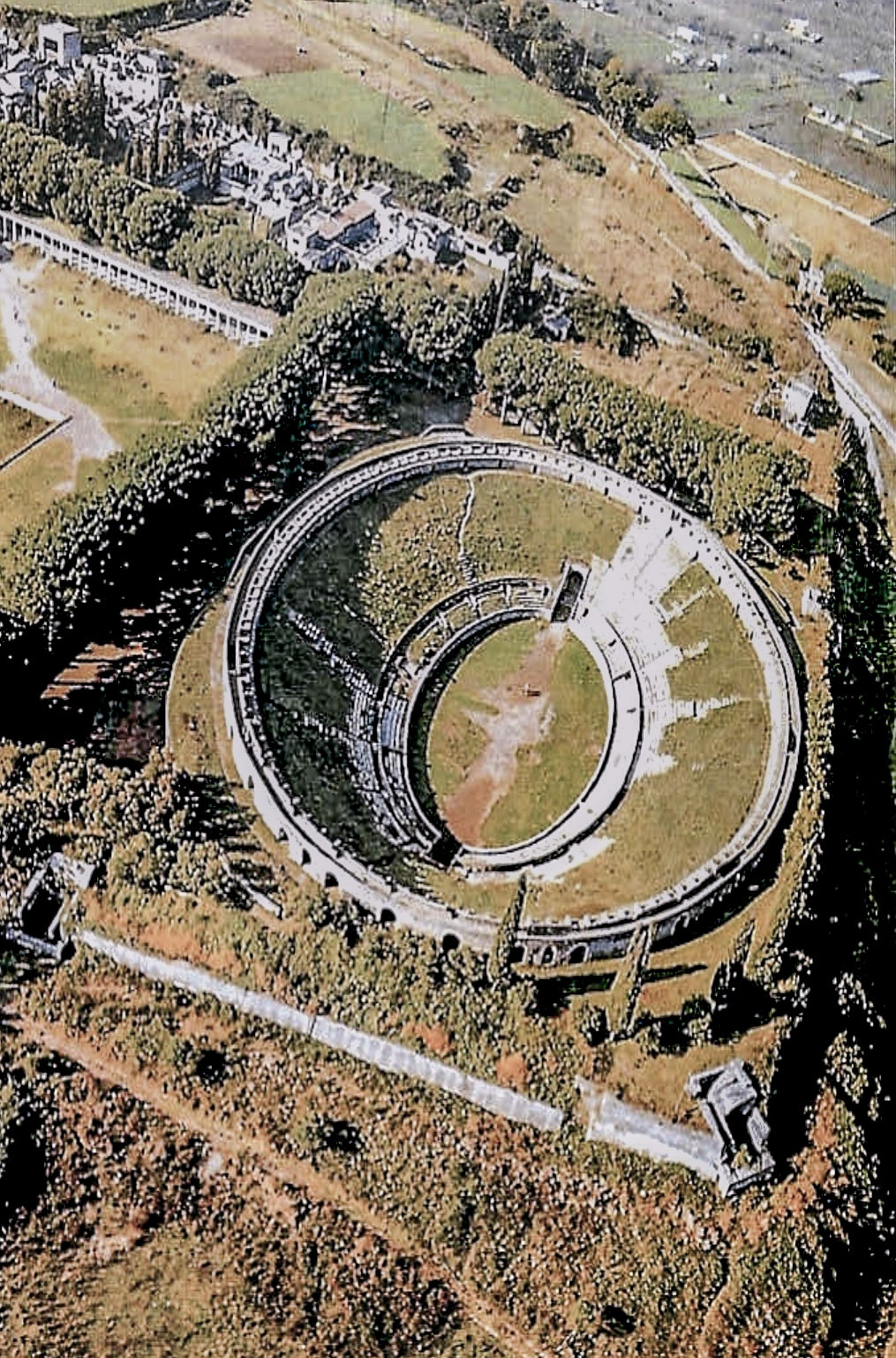
Amfiteater (rundteater) i Pompeji. Den som ställer sig medium, i mitten här, med ett flertal åskådare på läktarna blir ett massmedium, utan att ens behöva säga ett ljud.

Ett massmedium (plural: massmedier hellre än massmedia) är ett av de olika medel, kommunikationsmedier eller personer som för ut information till ett flertal människor. Massmedier används ofta i samhället för att sprida mycket information till ett flertal människor genom olika källor.
Pluralformerna media och massmedia används ofta som kollektiv benämning i sammanhang, då flera kanaler åsyftas. Detta skiljer sig från massmedier som i regel används som ett vanligt numerus. Massmedier som använder sig av olika kanaler brukar indelas i tryckta medier, ljud- och bildmedier, datorbaserade medier och utställningsmedier.
Generellt markerar mass- inte att ett visst antal individer tar emot medieprodukterna, utan snarare att produkterna i princip finns tillgängliga till ett flertal mottagare. Antalet kan vara räknebara eller oräknebara. Prefixet mass- används också i sammansatta ord som masskultur, massproduktion, masshysteri, massutdöende, massgrav, massgods, massutvandring, massundervisning och massutbildning. Detta förled anses av många antyda att mottagarna är passiva, då ingen aktiv dialog eller interaktivitet förekommer och att de utgör ett stort hav av odifferentierade individer.

## Etymologi
Substantivet medium är från 1580-talet, ett mellanläge på kvalitet eller grad från latinets medium i mitten, mitt, center, intervall, Också använt som det adjektiva, neutrumet, medius (se adjektivet medial) i betydelsen  mellanliggande organ, kanal för kommunikation från 1500-talet. Betydelsen person som förmedlar andliga meddelanden har hittats i dokument från 1853, från begreppet substans genom vilken något leds. Suffixet -ium är besläktat med latinets -orius, -oria, -orium och indikerar att det finns ett innehåll, något inuti, en plats för.

## Definition
Som regel är informationsinnehållet via ett massmedium simultant levererat eller tillhandahållet, vanligtvis massproducerat i serie. Alltså finns det tillgängligt för alla, antingen på så vis att det når många eller att det producerats flera exemplar. Exempelvis en tidning som kopieras och sprids. En tevekanal som når många tittare, en ensam talare eller en radiosändning som har många åhörare är andra exempel på medel, instrument, anordningar eller faciliteter för massproducerad masskommunikation. Mindre vanligt är att språk, abstrakta redskap som matematik, andra sofistikerade metoder eller artefakter, som är medium för informationsflöde, definieras som massmedier. Trots att minsta lilla bokstav eller siffra är bärare av information.
Exempel på olika massmedier:
- Uppslagsverken Wikipedia, Nationalencyklopedin, etc
- Tidningar
- Tidskrifter
- Tevekanaler
- Direktreklam
- Läroböcker
- Riksdagens representanter
- Statliga myndigheter
- YouTube

Ett bokförlag, en tidning, televisionsföretag, internet, etc, har, samtidigt som de själva utgör ett massmedium, flera massmedier i sin organisation, intranät, fotografi- och ljudupptagningsutrustningar, etc.
Mobiltelefonen kom till år 1979 i Japan, men den blev per definition ett massmedium först år 1998, då ringtoner introducerades i Finland. Det var nedladdningsmöjligheten av massproducerade såna signaler som gjorde att definitionen av telefonen som massmedium förelåg. På samma sätt har internet kvalificerat sig, meningsmotståndare till trots, för att kunna kallas för massmedium och inbegripas i resonemang om massmedia. Men det är inte alltid som informationsutbytet på nätet har sån bredd att prefixet mass- passar in. Tar man hänsyn till den mängd information som ligger ute på internet redo att laddas ner eller läsas, likt textmassorna som finns redo och tillgängliga i ett bibliotek så kan båda kommunikationskanalerna var för sig ses som ständiga massmedier.

## Historia

### Bakgrund
Massmediets historia kan spåras tillbaka till olika antika kulturer och än tidigare där berättande skedde under skiftande former. Exempelvis viktiga händelser rörande försörjning kunde vara föremål för familjegruppens eller byns innevånares intresse. När jägarna kom tillbaka med byte så brukade de fysiskt visa hur jakten gått till. För de yngre traderades jaktkunskaper vidare och för de redan erfarna kunde detta vara förströelse. Berättarna stod i centrum, i medium, och åhörarna stod formerade runtomkring i cirkel. Intresset blev efterhand så stort att man ordnade med speciella forum. Teatern, theatron, grekiska för skådeplats, föddes och får efterhand som kommunikationskanal mer och mer struktur. En tradition av skådespel tog fart. De senare gladiatorspelen och inslag av vilda djur på teatrarna förmodas härstamma ur dessa jaktskådespel. Engelska jordbruksordet broadcast, spridning av säd, brett avge, skulle redan gått att använda under antiken. Men kom i användning i mediumsammanhang på allvar först 1922. Cast i sig förekom redan 1630 i skådespelarsammanhang. Ett ord som har använts i samband med spridning av figurer, färg och gjutning med lera och av järn.
Ett exempel på utveckling av ett massmedium i den antika teatern är orkestern. Ordet kommer från grekiska ορχήστρα, namnet på ytan nedanför läktaren på teatern där en homogen grupp människor kommenterade med kollektiv röst, korus (χορός, khoros), händelser på scenen, där man ansåg att det behövdes eller bidrog till dramatiseringen. Den egentliga betydelsen av ordet orkester är platsen för dans. Dagens orkester har för länge sedan övergått till att använda instrument för att med musik förstärka berättelsen som framförs på scenen.
Det första mer moderna massmediet, en tryckt bok i Kina, Diamond Sutra, är daterad till 868, även om det är tydligt att det fanns tryckta böcker innan dess. Flyttbar lera uppfanns 1041 i Kina. Spridningen av läskunnigheten gick sakta och pappret var dyrt. Så det tidigaste tryckta mediet avsett för massorna anses vara Popular prints i Europa, från ungefär 1400. De var tryckta i stora upplagor, men väldigt få exemplar har överlevt. Det är vid den här tiden man kan börja tala om en tidning som massmedium.
Johannes Gutenbergs boktryckarkonst kom 1456.

### 1900-talet,massmedia
Den bestämda- och obestämda formen media började så småningom användas som kortform för massmedia (pluralis) på 1920-talet, världen över. Ordet massmedium användes vid den här tiden generellt bara inom tryckta medier. Först efter andra världskriget började radio, tv och senare video att innefattas av begreppet. I Sverige började ordet få fäste 1954.
Pluralisformen massmedia används som regel i kontexter där man syftar på flera massmedier inom ett område eller land och rörande konceptet eller fenomenet som sådant. Den pluralis bestämda- och obestämda formen media började sakta användas som kortform för massmedia (pluralis) på 1920-talet, världen över. Ordet massmedium användes vid den här tiden generellt bara inom tryckta media. Först efter andra världskriget började radio, tv och senare video att innefattas av begreppet. I Sverige började ordet få fäste 1954.
Användning av ordet massmedia i sammanhang då man vill belysa det kollektiva kompliceras idag av internet, eftersom enskilda individer nu har verktygen för att uppnå exponering som ligger i jämförelse med vad som förr var exklusivt för en grupp massmedier. En bloggare kan ensam vara ett starkt enskilt massmedium, med förhållandevis stort genomslag. Massmedia på internet kan i övrigt inkludera television, poddradio, bloggar och andra typer av webbplatser.
De tidigare huvudkategorierna inom massmedia, tidningar, radio och TV ses numera som del av traditionella medier vars användning i både former för spridning via ofta analog tidigare tryckt eller etersänd form eller digitalt via internet mäts idag i olika undersökningar.

## Olika medier

### Tryckta medier
Med tryckta medier menas alla former av tryckta produkter som böcker, flygblad, tidningar, tidskrifter, affischer, direktreklam, broschyrer, brukshandledningar eller förpackningar. Nordiskt Center för Informations- och Kommunikationsforskning, Nordicom, mäter användningen av dagstidningar, tidskrifter och böcker. Dessa medier benämns numera som traditionella medier och deras användning antingen i tryckt form eller via internet.
De tryckte medierna vänder sig till synsinnet. Deras styrka är att läsaren själv bestämmer den takt som innehållet mottas och tolkas. Därmed ägnar sig mediet väl för att förmedla faktainnehåll men också för att i text uttrycka symboliskt innehåll som inte kan fångas med en bild. Tryckta medier har från första början också kunnat ta med både bild och text. 
Cylindrar formade för att trycka in olika tecken i lera började användas för 3500 år sedan i Iran och Mesopotamien. De användes som administrativa signaturer och dekorativa ändamål. Användande av träblock för att först trycka på textilier och senare papper skedde den första kända gången 220 f.Kr. Metoden var sedan dominerande i Östasien fram till 1800-talet för både tryck av text och bilder. På 1400-talet slog de båda teknikerna kopparstick och träsnitt igenom följt av boktryckarkonstens blytyper. Träsnitt behöll en stark ställning som den billigare än trycktekniker med metallmaterial. På 1500-talet uppfanns även etsningen som snart kom kom även att användas för framställning av tryckplåtar främst för bokillustrationer. På 1700-talet började man även experimentera med tryckta porslinsdekorationer och de engelska tryckta flintgodsserviserna vann popularitet. Trycktekniken fortsatte utvecklas genom trägravyren, litografin, stålsticket och den mest avgörande uppfinning för tidningsbranschen, rotationspressen, som gjorde tryckning i större upplagor möjlig.

#### Viktiga årtal för tryckta medier och nyhetsförmedling
- 220 f.Kr.: Träblock börjar användas för textiltryck i Kina.
- Omkring år 0: I romarriket sändes handskrivna nyhetsbrev med ridande kurirer.
- 800-talet: Träblocktryck börjar användas för att trycka texter på papper i Kina.
- 1456: Johannes Gutenberg börjar trycka böcker.
- 1645: Ordinari Post Tijdender, den första svenska tidningen, börjar ges ut.
- 1766: Första svenska tryckfrihetslagen.
- 1830-talet: Teknik, ökat behov av information och ökad läskunnighet gör att tidningarna tillsammans börjar bli ett massmedium.
- 1843: Rotationspressen börjar tas i bruk.
- 1864: Dagens nyheter, den första svenska dagstidningen för en bredare publik, börjar komma ut.
- 1870-talet: Fotografier börjar införas i tidningar.
- 1870-1914: Antalet tidningar ökar och det trycks i allt fler exemplar. Tack vare folkskolan ökar läskunnigheten.
- 1980: Televerket inför telefax för att sända text.
- 1990: Faxtidningar ger snabb information.

### Ljud- och bildmedier
Med ljud- och bildmedier menas alla former för masspridning av enbart ljud, enbart rörlig bild eller samtidig spridning av kombinerad ljud- och bildåtergivning. Ljudmedier är musik i form av fonografrulle, grammofonskiva, kassettband, CD-skiva eller andra former för lagring vilka går under samlingsbenämningen fonogram. Även ljudbok är ett ljudmedium. Enbart rörlig bildmedium är stumfilm och andra tidiga former för visning av rörliga bilder. Kombinerad bild och ljud återgivning kan ske i form av film eller TV. 
Ljudmediets styrka är att enbart vända sig till hörselsinnet. Det leder till att mottagaren själv skapar bilder för att föreställa sig den värld den hör. Därmed kan ljudmediet bli mycket övertygande, och kan skapa intryck av sådant som en påhittad bildåtergivning inte skulle lyckas göra troligt. Ett exempel på detta var när Orson Welles radioteater Världarnas krig sändes  1938 och övertygade en del radiolyssnare så mycket att de flydde från sina hem då de trodde att en invasion av rymdvarelser ägde rum på riktigt. Genom att vi inte själva bestämmer takten när vi mottar ljudåtergivningen laddas musikuppspelning och röster på radio med ett innehåll utöver själva orden, som kan leda till en starkare och mer renodlad känslomässig upplevelse. Stumfilmens styrka är liksom mimteaterns att den når ut till en publik som inte behöver dela en gemensam förståelse av ord på grund av olika ålder eller språkkunskaper med hjälp av gemensam förståelse av kroppsspråket. På samma sätt som ljudmedier når hörselsinnet i den takt producenten bestämmer når stumfilmen synsinnet i den takt filmregissören och skådespelaren bestämmer vilket leder till mindre möjlighet att själva styra mottagandet av budskapet. Det främjar stumfilmens förmåga att skapa skratt och andra dramatiska upplevelser. När både ljudet och hur den rörliga bilden når mottagaren sker i en takt som producenten av en film eller ett TV-program kan effekten förstärkas ytterligare.  
Kombinationen av utvecklingen av fotografiet, projektionen och olika sätt att utnyttja ögats tröghet och genom uppfinningar skapa illusionen av rörelse samverkade för att på 1890-talet leda till filmens födelse. Parallellt utvecklades olika metoder för att lagra eller överföra ljud på långa avstånd. Fonografen uppfanns 1877 av Thomas Edison och såldes kommersiellt mellan 1890 och 1925. Samma år som bröderna Auguste och Louis Lumière för första gången visade stumfilm i biosalong sände Guglielmo Marconi från Italien de första radiosignalerna 1895. Tekniken för att återge ljud utvecklades på olika sätt. Redan i slutet av 1880-talet uppfann den tysk-amerikanske uppfinnaren Emile Berliner grammofonen. Genom att pressa grammofonskivorna vilket gjorde produktionen billigare kunde grammofonen så småningom konkurrera ut fonografen. Den har senare följts av flera andra metoder för att idag främst använda sig av lagrade datafiler med ljud. 
Tekniken för att sprida ljud och bild massmedialt var från början baserad på vad som idag kallas analoga medier. Snart utnyttjades också möjligheten att via etern sända analoga signaler, först enbart för överföring av ljud till radiomottagare, senare också till TV mottagare. Senare har en övergång skett i vissa delar av världen till att sända digitala signaler eller via kabel och internet. När distributionen sker från markbaserade sändare genom etern eller genom fonogram i analog form kallas detta idag traditionella medier. Statistisk mäter man också när de traditionella medierna radio och TV distribueras via internet digitalt till mottagaren.  

#### Viktiga årtal för radio
- 1895: Guglielmo Marconi från Italien sänder de första radiosignalerna
- 1922: Första svenska rundradiosändningen
- 1925: Regelbundna radiosändningar i Sverige
- 1951: Karusellen, ett av Lennart Hylands kända underhållningsprogram, börjar sändas
- 1955: Sveriges Radio startar en andra radiokanal, P2
- 1961: För första gången kan vi i radio höra vetenskapsmän prata med en man i rymden, den ryske kosmonauten Jurij Gagarin
- 1962: Sveriges Radio P3 börjar sända
- 1977: Lokalradion börjar byggas ut till 24 stationer
- 1993: Reklamfinansierad lokalradio tillåts

#### Viktiga årtal för film
- 1895: första visningen av en stumfilm i biosalong av bröderna Auguste och Louis Lumière  i Paris
- 1911: Vals ur Solstrålen, den första ljudfilmen i färg var svensk och gjord av Ernst Dittmer
- 1927: Den första långfilmen med ljud lanseras av Warners, Jazzsångaren
- 2000: första digitala filmvisningen i Europa

#### Viktiga årtal för TV
- 1923: Skotten John Logie Baird konstruerar ett system som kan överföra bilder. Tekniken blandas med Philo Farnsworths uppfinningar. Televisionen är uppfunnen.
- 1956: Regelbundna TV-sändningar börjar i Sverige.
- 1957: Första satelliten som kan förmedla TV-program (Telstar) skjuts upp.
- 1962: Första direktsändningen i TV via satellit
- 1965-67: Kriget i Vietnam kommer genom tv in i vardagsrummen
- 1967: Färg-TV-sändningar
- 1969: Apollo 11:s månfärd och de första människorna på månen direktsänds i TV
- 1987: TV3 (med reklam) sänds via satellit från London till Sverige, Norge och Danmark
- 1990: TV4 blir den första reklamkanalen som baseras i Sverige
- 1990: Ett 30-tal kanaler blir tillgängliga via kabel-TV och satelliter
- 1992: Yttrandefrihetsgrundlagen, ny lag som värnar yttrandefriheten i radio och tv

### Datorbaserade medier
Datorbaserade massmedier har utvecklats parallellt ur framväxten av datorspelen och tekniken för att kommunicera mellan datorer. Utvecklingen av dataspel för hemmabruk ledde till en större användning av datorer som sedan fick en stor skjuts framåt med hjälp av PC datorer med Microsofts program och konkurrenten Apple med Macintoshdatorer. Med GSM teknik har datoranvändandet också överförts till mobiltelefoner vilket ytterligare ökat kommunikationen via Internet för att ta emot traditionella mediers budskap digitalt, ta del av information från hemsidor, kommunicera via sociala medier och spela datorspel. 
Datorbaserade medier vänder sig ofta främst till synsinnet men kan också vända sig till hörselsinnet på samma sätt som film. Styrkan är lättillgängligheten till en stor mängd olika budskap och att text, stillbilder och rörliga bilder samt ljud kan kombineras på olika sätt för att på bästa sätt nå fram med ett budskap. Särskilt stark är möjligheten till tvåvägskommunikation genom sociala medier.

#### Viktiga årtal för dataspel och Internet
- 1961: Spacewar! ett rymdspel konstruerades av Steve Russell och blev ett av de första interaktiva grafiska datorspelen.
- 1969: Första kommunikationen mellan två datorer skapas av USA:s militära forskningsanstalt Advanced Research Projects Agency, ARPA vilket blir föregångaren till Internet
- 1972: Nolan Buschnell skapar tillsammans med Ted Dabney företaget Atari och samma år det första kommersiellt framgångsrika arkadspelet Pong.
- 1974: Pong lanseras för hemmabruk och blir starten för tv-spelsmarknaden.
- 1970-talet: Diskussion och utbyte av information utvecklas med hjälp av telefonlinjer mellan datorer till en centraldator för civilt bruk i mindre skala som EIES och KOM-systemet.
- 1980-talet: Universitet utvecklar Arpatekniken så att alltfler datorer på forskningsanstalter i olika länder kan kommunicera med varandra. Andra system utvecklas parallellt.
- 1981:  Nintendo utgav Donkey Kong som ett arkadspel och en mängd olika spelkonsoler.
- 1982:  Började hemdator Commodore 64 att tillverkas. De två följande åren stod datorn för 60 % av hemdatormarknaden. Commodore 64 är fortfarande den mest sålda datorn.
- 1988: Internet som interkontinentalt system startar när NSFNET i USA förbinds med europeiska system genom en satellitförbindelse mellan universiteten i Princeton och Stockholm.
- 1991: World-Wide Web (WWW) offentliggörs av Tim Berners-Lee vid CERN.
- 1993: Cern annonserar att WWW kommer att bli fritt för alla att använda.
- 1994: Sony utvecklar spelkonsolen Playstation som säljs i 100 miljoner exemplar.
- 1996: Quake släpps som First-person shooter-spel utvecklat av id Software. Det introducerade flera framsteg i 3D-spelgenren samtidigt som Internet gör Flerspelarspel alltmer vanliga.
- 2007: Datorspelsindustrin går om biograferna i omsättning.
- 2012: 93% eller fler har tillgång till Internet i Island, Norge, Nederländerna, Sverige och Danmark, i Zimbabwe och Jemen 17%[9]

### Utställningsmedier
Utställningsmedier har växt fram ur olika sätt att dekorera och ge mening åt platser för att kommunicera information, religiösa eller andra kulturella budskap. De kallas ibland också butiks- och mässmedier. Begreppet förknippas framförallt med museer, konsthallar, gallerier, utställningshallar eller världsutställningar. Samma principer gäller i hög grad butiksskyltning eller utställning av reliker i en kyrka eller annat tempel. Det är världens äldsta form för massmedium. Grottmålningar har funnits sedan minst 40 000 år. Dekoration av tempel och marknadsplatser, butiks- och vägskyltar samt minnesstenar eller triumfbågar har funnits under mycket lång tid. I våra dagars industrisamhälle intar skyltfönstren, butiksinredning och gallerior, utställningslokaler som gallerier och museer, skyltar av alla olika slag, mässor, dekorering av demonstrationer, festivaler och parader en central plats. Även gestaltning av TV-studios och scenografi till filmer eller design av events är en form för utställningsmedia.
Utställningsmediet är unikt genom sin förmåga att kunna ta alla sinnen i bruk. Alla övriga medier kan användas men också material man kan beröra på vilket tilltalar känseln, dofter som tilltalar luktsinnet och smakprov som kan smaka sött eller surt. Material som tilltalar synsinnet kan också vara tredimensionellt som skyltdockor eller statyer. Färgåtergivning och detaljrikedom kan nå en betydligt större nyansrikedom och omfång än för andra medier. Samtidigt är kostnaden för att producera kopior av samma utställning stor och den förlorar då de kvalitéer som ligger i att se föremål i original. Kostnaden för att distribuera en utställning till flera platser är också stor medan kostnaden för att skylta om ett skyltfönster kan vara litet. 

#### Viktiga årtal för utställningsmedier
- ca. 9000 f.Kr.: Göbekli Tepe, en gammal kultplats i nuvarande Turkiet med ett tempel betraktat som världens äldsta[ifrågasatt uppgift]
- 27 f.Kr.: Augustus tillträder i Rom och gör triumfbågen central som propagandistiskt verktyg för kejsaren allena
- 1240: Frankfurt i Tyskland utnämns till den första mässtaden med kejserliga privilegier
- 1632: Gustav II Adolfs Augsburgska konstskåp är det mest berömda kuriosakabinettet i Sverige med alla möjliga exotiska ting som finns på museum Gustavianum i Uppsala.
- 1673: Startar Académie royale de peinture et de sculpture sin första utställning på Salon Carré i Paris, men bara halvt offentligt
- 1697: Cristopher Polhem visar en samling för utvald krets över ritningar och modeller för att främja hantverk och industri som låg till grund för den så kallade Kungliga modellkammaren.
- 1756: Öppnar British Society en utställning i London som erbjuder priser till en tävling om bästa produkter av tapeter, mattor och porslin
- 1786: Första offentliga utställningen i Sverige där Kungliga Vetenskapsakademien visar upp systematiskt insamlade naturalier
- 1831: Naturhistoriska riksmuseet öppnar vars samlingar hade sitt ursprung i Kungliga vetenskapsakademin.
- 1851: Londonutställningen med 94 länder som deltagare och 5 miljoner besökare blev ett stort genombrott för vad som kom att kallas världsutställningar
- 1852: Au Bon Marché öppnar det första moderna varuhuset i Paris på 300 m2 med 12 anställda
- 1872: Nordiska museet öppnar i Stockholm för att bevara kulturhistoria med allmogesvärmeri, folkbildning, vetenskap och historieskrivning från både kungligt och civilt håll som pådrivare
- 1873: De schweiziska bröderna Cloetta öppnar chokladfabrik i Malmö som expanderar snabbt tack vare deltagande på ett antal mässor, alltid med nya montrar och Cloettaflickorna
- 1874: Entreprenören Karl Hagenbeck ställer på sitt zoo ut invånare från Samoa och samer som ”rent naturliga” folk. Snart finns mänskliga zoo i Hamburg, Antwerpen, Barcelona, London, Milano, New York, Warszawa och andra platser.
- 1877: Au Bon Marché utvidgar till 50 000 m2 med 1 788 anställda i specialdesignade lokaler för att det ska vara svårt att hitta ut.
- 1930: Stockholmsutställningen kom att bli viktig för funktionalismens genombrott i Sverige.
- 1937: På världsutställningarna i Paris tävlade Sovjetunionen och Tyskland med likartade pompösa paviljonger och får delad guldmedalj för bästa paviljong.
- 1965: Riksutställningar inrättas
- 1998: Utställningen Ecce Homo väcker stor debatt om homosexualitet, transvestism och aidssjukdom som Jesus sägs bära på
- 2004: Världskulturmuseet invigs i Göteborg med satsning på ny utställningsteknik

## Politisk roll

### Som statsmakt
Massmedia kallas ibland "den tredje statsmakten" bland annat i Sverige, där Sveriges regering och Sveriges riksdag utgör de två första statsmakterna. I en del länder, bland annat Storbritannien och USA, talar man om massmedia som "det fjärde ståndet", där monarken, respektive presidenten, och parlamentets två kamrar utgör de tre första stånden. I USA kan media även kallas en fjärde "statsmakt" utöver de tre författningsenliga: presidentmakten, kongressen och högsta domstolen.

### Brott och moralpanik
I studiet av moralpaniker är media en central aktör som pådrivande kraft. Forskningsfält som berör massmedia, brott och moralpanik finns främst inom samhällsvetenskapliga och beteendevetenskapliga ämnen, såsom kriminologi. Det som studeras är hur massmedia speglar brottslighetens och straffmätningens uttryck, koder, symboler och praktiker, samt hur detta återanvänds och sammanfogas i en ström av presentationer och simuleringar som producerar och reproducerar normer och föreställningar i ett samhälle. Medierna betydelse som brottskonstruktörer och konstruktörer av sociala problem, samt det samspel som råder mellan medier och kriminalpolitiken, är ett fält som intresserar ett stort antal forskare, däribland Yvonne Jewkes, Chris Greer, Stanly Cohen, Ester Pollak, Richard V. Ericson, Patricia M. Baranek, Janet B. L. Chan, Felipe Estrada med flera.
Forskningen på detta området är ofta kritisk till olika enskilda mediers tagna roll som pådrivande för en hårdare kriminalpolitik. I forskningen finns beskrivet hur medias tendens till sensationalism kring brott skapar och driver moralpaniker, och att detta används som ett sätt att kontrollera hur allmänheten agerar och skapa politiskt utrymme för en mer restriktiv kriminalpolitik. Högerrealister har inom kriminologin kopplingar till moralpaniken medan vänsterrealister fördömer användandet av moralpanik eftersom de anser att verktyget används för att ändra människors beteenden och uppfattningar.
En rapport från Institutet för mediestudier 2018 visade att användning av vanligt förekommande osäkerhetsmarkörer som "uppgifter om" eller "uppges ha" vid direktrapportering av pågående händelser inte alltid påverkar hur uppgifter tas emot av publiken i ett krisläge. Markörerna används när media publicerar information som bedöms vara relevant men som man ännu inte vet är korrekt. Markörerna räcker inte för att publiken ska särskilja uppgifterna från säkerställd information.